# Целегородка
Целегородка — опустевшая деревня в составе Карпунихинского сельсовета в Уренском районе Нижегородской области.

## География
Находится на расстоянии примерно 24 километра по прямой на север от районного центра города Урень.

## История
Упоминается с 1661 года, названа по местной речке. В 1870 году 29 дворов и 222 жителя, в 1914 59 дворов. В советское время работал колхоз «Ответ интервентам». В 1956 году учтено 242 жителя (была начальная школа и магазин), в 1978 году 35 хозяйств и 77 жителей, в 1994 — 22 и 45 соответственно. Последние жители выехали в 2000-е годы.

## Население
Постоянное население составляло 18 человек (русские 100 %) в 2002 году, 0 в 2010.